# Charles de Gaulle (1948)
Charles de Gaulle (* 25. září 1948 Dijon) je francouzský politik, člen Front national a vnuk prezidenta Charlese de Gaulla.
V politice se začal angažovat nejprve na regionální úrovni jako člen Union pour la démocratie française. V roce 1994 byl zvolen do Evropského parlamentu za Mouvement pour la France, jehož předsedou je Philippe de Villiers. V roce 1998 vstoupil de Gaulle do Front national, kterou označil za nejautentičtější gaullistickou politickou stranu. V letech 1999 až 2004 byl poslancem Evropského parlamentu za Front national.